# Harreberg
 Harreberg  es una comuna      y población de Francia, en la región de Lorena, departamento de Mosela, en el distrito y cantón de Sarrebourg.
Su población en el censo de 1999 era de 352 habitantes.
Está integrada en la Communauté de communes de la Vallée de la Bièvre .

## Demografía
| 321 | 326 | 333 | 340 | 369 | 352 |
| Para los censos de 1962 a 1999 la población legal corresponde a la población sin duplicidades (Fuente: INSEE [Consultar]) |     |     |     |     |     |

- Datos: Q21702
- Multimedia: Harreberg / Q21702

1. ↑  Worldpostalcodes.org, código postal n.º 57870.
2. ↑  INSEE, Datos de población para el año 2012 de Harreberg (en francés).